# John Forsyth (politico)
John Forsyth (Fredericksburg, 22 ottobre 1780 – Washington, 21 ottobre 1841) è stato un politico statunitense, 13º Segretario di Stato degli Stati Uniti d'America.

## Biografia

### Origini
Nacque in Virginia nel 1780, figlio di Fanny Houston e del militare Robert Forsyth. Rimase orfano nel 1794, quando il padre morì mentre era di servizio come maresciallo ad Augusta, in Georgia.
Studiò legge e si laureò all'università di Princeton, per poi trasferirsi in Georgia e cominciare ad esercitare come avvocato nel 1802. Divenne presto ricco e rinomato, arrivando ad essere proprietario terriero e padrone di tre schiavi.

### Carriera politica

#### Primi incarichi
Entrato in politica, a partire dal 1813 ebbe un crescendo di incarichi e responsabilità: eletto dapprima alla Camera dei Rappresentanti, passò poi al Senato, da dove si dimise dopo pochi mesi per poter diventare ambasciatore statunitense in Spagna dietro nomina di James Monroe. Durante la sua permanenza a Madrid negoziò con successo la cessione della Florida agli Stati Uniti da parte del governo spagnolo.
Rientrato negli Stati Uniti nel 1823, tornò alla Camera per presiedere la commissione agli Affari Esteri. Nel 1827 riuscì a farsi eleggere governatore della Georgia, e durante i due anni di mandato continuò l'opera del predecessore George M. Troup, espellendo i Cherokee dal territorio statale ed espropriandone le terre.

#### Segretario di Stato
Scaduto il mandato governatoriale preferì tornare al Senato, anche a causa della sua crescente impopolarità all'interno della Georgia per le crescenti accuse di federalismo. Fedele collaboratore di Andrew Jackson, divenne nel 1834 suo Segretario di Stato, venendo confermato nella carica anche dal successore Martin Van Buren.
Come Segretario di Stato continuò l'opera diplomatica con le potenze europee, segnatamente con la Francia di Luigi Filippo I, dalla quale riuscì ad ottenere 5 000 000 di dollari in risarcimento delle razzie compiute dai corsari francesi ai danni delle navi americane durante le guerre napoleoniche.

#### Il casoAmistad
Quando nel 1841 scoppiò il caso del processo contro l'Amistad, ovvero la prosecuzione di schiavi ammutinatisi su di una nave negriera, Forsyth, come proprietario di schiavi e quindi favorevole alla schiavitù, fece pressioni perché la giustizia statunitense non danneggiasse il governo spagnolo (la "parte lesa"), con cui aveva mantenuto buoni rapporti dal suo incarico diplomatico (anche se privatamente ammise l'erroneità del processo).
Forsyth venne duramente criticato dall'ex-presidente John Quincy Adams, uno dei difensori degli schiavi della Amistad, per la sua compromissione con le autorità spagnole. Nonostante gli sforzi del Segretario di Stato, subito dopo la fine della sua carica gli schiavi vennero assolti e autorizzati a rientrare in Africa.

### Morte
Decaduto dalla carica di Segretario di Stato alla fine del mandato di Van Buren, programmò di farsi rieleggere al Senato, ma alla fine del 1841 si ammalò di febbre e morì a Washington e fu sepolto nel Cimitero del Congresso.

## Eredità
Gli sono dedicate la contea di Forsyth e la città di Forsyth.
All'interno del film Amistad, che narra la storia del processo contro gli schiavi ammutinati, viene interpretato da David Paymer.